# Астрапотерии

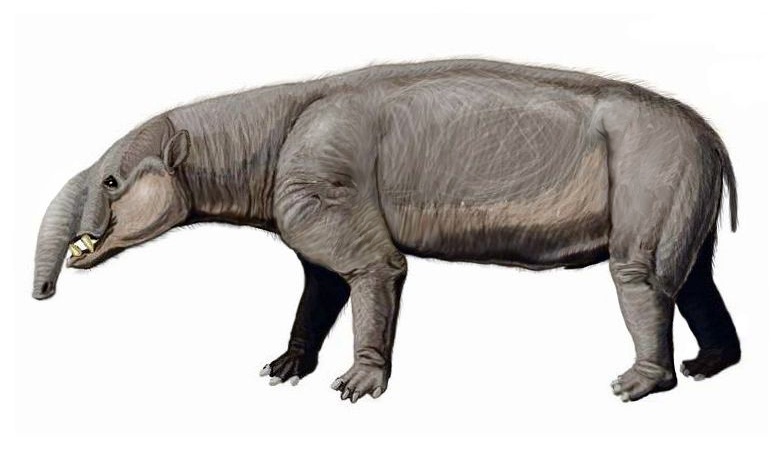
Реконструкция Astrapotherium magnum

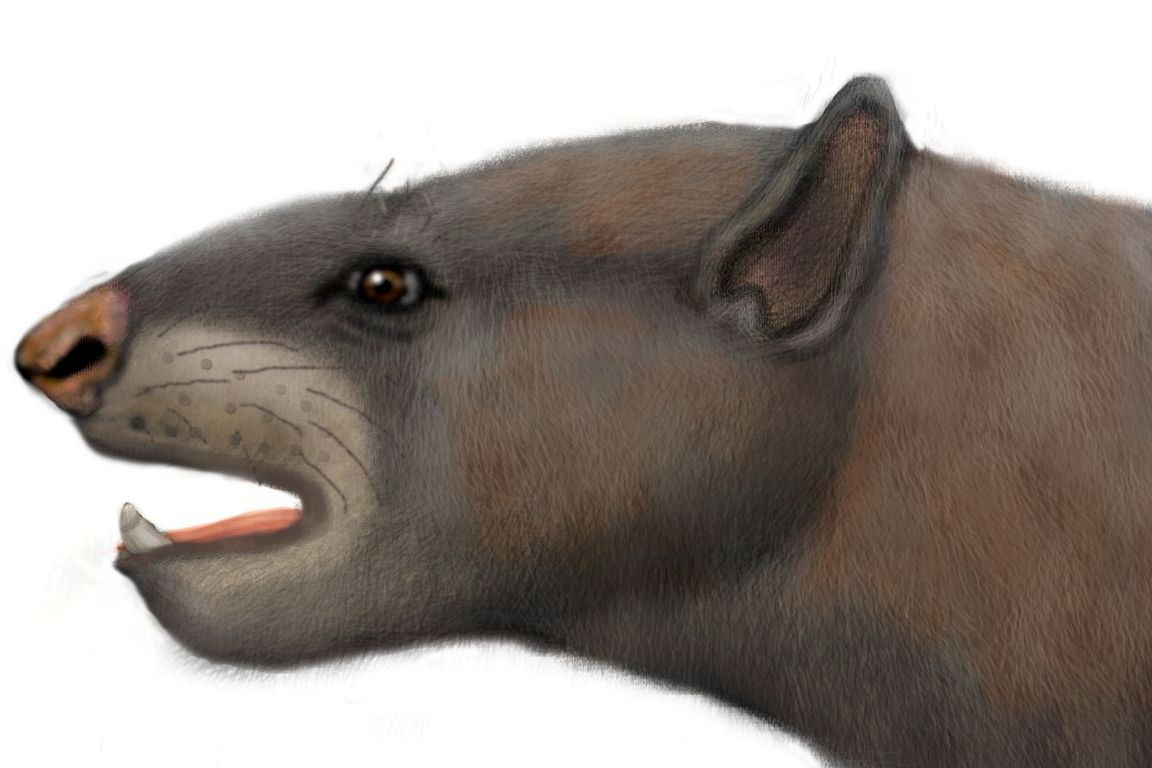
Реконструкция Trigonostylops wortmani

Астрапоте́рии (лат. Astrapotheria, от др.-греч. ἀστρᾰπή — молния и θηρίον — зверь) — отряд вымерших растительноядных млекопитающих из клады Sudamericungulata надотряда афротериев (Afrotheria). Ранее включались в надотряд южноамериканских копытных (Meridiungulata). Обитали от 60 до 10 миллионов лет назад (то есть от палеоцена до миоцена) в Южной Америке, а также в Антарктике. По всей вероятности, астрапотерии являются сестринской группой ксенунгулятов.

## Описание
У более развитых астрапотериев (Astrapotheriidae) было крупное и продолговатое тело со сравнительно стройными пятипалыми конечностями. Шея была удлинена и на ней находилась крупная и массивная голова. По структуре черепа, в особенности по положению носовой кости, можно предполагать наличие короткого сильного хобота. В целом, астрапотерии напоминали современных тапировых, хотя и не были их родственниками. Клыки были удлинены наподобие бивней, а их функция до сих пор неизвестна. Нижняя челюсть выдавалась вперёд дальше, чем верхняя челюсть. Астрапотерии по внешнему виду напоминали носорогов; предположительно, они и по образу жизни из-за конвергентной эволюции заняли место между современными носорогами и слонами. Ещё более они напоминали их родственников пиротериев, также относившиеся к южноамериканским копытным.

## Классификация
Ранние Eoastrastylopidae были самыми мелкими и примитивными среди астрапотериев. Из этого семейства известен лишь один вид. Он жил от палеоцена до раннего эоцена около 55 млн лет назад. Семейство Trigonostylopidae просуществовало до 45 млн лет назад. Сегодняшний образ астрапотериев определили более поздние крупные виды Astrapotheriidae, развившие большую специализацию. Их вымирание пришлось на конец миоцена около 10 млн лет назад.
К астрапотериям относят следующие вымершие семейства и роды:
- incertae sedis
  - Antarctodon
- Eoastrapostylopidae
  - Eoastrapostylops
- Trigonostylopidae
  - Albertogaudrya
  - Albertogaudryia
  - Shecenia
  - Tetragonostylops
  - Trigonostylops
- Astrapotheriidae
  - Astrapodon
  - Astraponotus
  - Astrapothericulus
  - Astrapotherium
  - Henricofilholia
  - Liarthrus
  - Maddenia
  - Monoeidodon
  - Parastrapotherium
  - Scaglia
  - Tonorhinus
  - Traspoatherium
  - Uruguaytheriinae
    - Granastrapotherium
    - Hilarcotherium
    - Uruguaytherium
    - Xenastrapotherium

### Представители
Известный главным образом по находкам останков черепа Trigonostylops, обитавший в палеоцене, рассматривается ещё как примитивная форма (его ископаемые остатки обнаружены на территории Аргентины; он также оказался одним из немногих представителей плацентарных, найденных в Антарктиде). С длиной 1,5 м он был значительно меньше представителей Astrapotheriidae: Xenastrapotherium, Uruguaytherium и 2,5—3-метрового Astrapotherium.
- Antarctodon sobrali — вид, живший в эоцене на территории Антарктиды. Описан в 2011 году.